# Abatorus allredi
Abatorus allredi är en mångfotingart som beskrevs av Chamberlin 1965. Abatorus allredi ingår i släktet Abatorus och familjen Tampiyidae. Inga underarter finns listade i Catalogue of Life.